# 園井啓介
園井 啓介（そのい けいすけ、1932年3月27日 - ）は、日本の元俳優。テレビドラマへの出演を通じ、孤独と哀愁をたたえたマスクで多くの女性を魅了した。

## 来歴・人物
東京市浅草生まれ。本名・永井之弘。1950年（昭和25年）、東京都立工芸高等学校木材工芸科を卒業して新東宝美術部に入り、映画装置の助手を務める。1953年（昭和28年）に劇団青俳の国民文化研究所演劇科に入り、1954年（昭和29年）青俳に入団、テレビ番組に初出演し、1957年（昭和32年）からNHK『刑事部屋物語』、日本テレビ『見事な娘』などに出演。1958年（昭和33年）、青俳を退団、フリーとなってNHK『事件記者』に山崎記者の役で出演、人気を集める。1959年（昭和34年）、日活映画『事件記者』に同じ役で出演、1962年（昭和37年）松竹と契約、TBSテレビのドラマ『あの橋の畔で』の映画化で主役に起用され、桑野みゆきを相手役に二枚目を演じる。1965年（昭和40年）、松竹を離れ、TBS『木下恵介劇場・二人の星』に主演したのち、1968年（昭和43年）のTBS『おやじ太鼓』などに出演し地位を固める。『セブンショー』の司会としても活躍。
1973年（昭和48年）、19歳下の新川なが子と結婚。同年10月5日、株の売買で得た所得2億1360万円を申告せず、1億6000万円の所得税を脱税した疑いで東京国税局に追加納税される。1974年（昭和49年）、東京地検特捜部に起訴される。1975年（昭和50年）東京地裁で、懲役10ヶ月、執行猶予2年、罰金2500万円の判決を受け、芸能界を引退した。

## 出演

### 映画
- 事件記者 拳銃貸します （1962年、日活）
- 川は流れる （1962年、松竹大船）
- 事件記者 影なき侵入者 （1962年、日活）
- 青べか物語 （1962年、東京映画）
- あの橋の畔で1-4 （1962 - 63年、松竹大船）
- 七人の刑事 （1963年、松竹大船）
- 彼女に向って突進せよ （1963年、松竹大船）
- 風の視線 （1963年、松竹大船）
- あの人はいま（1963年、松竹大船）
- 残酷の河 （1963年、松竹京都）
- 若い仲間たち うちら祇園の舞妓はん （1963年、宝塚映画）
- ニッポン珍商売 （1963年、松竹大船）
- 丹下左膳 （1963年、松竹京都） 柳生源之丞
- 寝言泥棒 （1964年、松竹大船）
- 海抜0米 （1964年、松竹大船）
- 男の影 （1964年、松竹大船）
- 夜の片鱗 （1964年、松竹大船）
- 花実のない森 （1965年、大映東京）
- この声なき叫び （1965年、松竹大船）
- 母の歳月 （1965年、松竹大船）
- ウナ・セラ・ディ東京 （1965年、松竹大船）
- 若いしぶき （1965年、松竹大船）
- 求婚旅行 （1965年、松竹大船）
- 新・事件記者 大都会の罠 （1966年、東京映画）
- 新・事件記者 殺意の丘 （1966年、東京映画）
- シンガポールの夜は更けて （1967年、松竹大船）
- 人妻椿 （1967年、松竹大船）
- 愛は惜しみなく （1967年、日活）
- 新・いれずみ無残　鉄火の仁義 （1968年、松竹大船）
- 昆虫大戦争 （1969年、松竹大船）
- 女賭博師壷くらべ （1963年、大映東京）
- 花の不死鳥 （1970年、松竹大船）
- 夜の手配師 すけ千人斬り （1971年、東映東京）

### テレビドラマ
- おらんだ剣法（1957年、NHK）
- 事件記者（1958年 - 1966年、NHK）
- 維新風雲録（1958年、KR）
- 鳴門秘帖（1959年、KR）
- 左近右近（1959年、KR）
- 剣豪秘伝（第１回）秘剣（1960年、NET）
- 検事（1961年 - 1963年、CX）
- プリンススリラー劇場 乳色の墓標（1961年、CX）
- あの橋の畔で （1962年、TBS）
- プリンススリラー劇場 トリオ（1962年、CX）
- 宝石（1963年、CX）
- 紳士淑女協定（1963年、CX）
- 可愛い悪女たち（1964年、YTV）
- シオノギテレビ劇場 司葉子アワー 海抜0米（1965年、CX）
- ザ・ガードマン（第16回）ガードマンを罠にかけろ（1965年、TBS）
- 特別機動捜査隊（第199回）再会（1965年、NET）
- 木下恵介劇場 二人の星（1965年、TBS）
- ライオン奥様劇場 月よりの使者（1966年、CX）
- 新・事件記者（1966年 - 1967年、CX）
- ナショナルゴールデン劇場 愛しき哉（1966年、NET）
- グランプリ劇場 宴（1966年、NTV）
- ライオン奥様劇場 愛よふたたび（1967年、CX）
- おんな川（1967年、YTV）
- ザ・ガードマン（第137回）女は一度勝負する（1967年、TBS）
- 木下恵介アワー おやじ太鼓（1968年、TBS）
- かけだし天使（1968年、TBS）
- ライオン女性劇場  愛のうず潮（1968年、NET）
- 木下恵介アワー  おやじ太鼓第二部（1969年、TBS）
- 颱風とざくろ（1969年、TBS）
- ライオン奥様劇場  あの波の果てまで（1971年、CX）
- 検事霧島三郎（1969年、YTV）
- 火曜日の女シリーズ  蘭の殺人（1970年、NTV）
- 花王愛の劇場 第二の結婚（1971年、TBS）
- ライオン奥様劇場  影の車（1971年、CX）
- 花王愛の劇場  喜びも悲しみも幾歳月（1972年、TBS）
- 必殺仕掛人　第10話（1972年、NET）
- 科学捜査官　第5話（1973年、KTV）

### CM
- リコー - リコー・オートハーフ（1963年。黒柳徹子と共演。ACC第3回TV生CM部門第1種3位）[3]